# Unter der Laterne
Unter der Laterne ist ein stummes Sozialdrama, das Gerhard Lamprecht 1928 in eigener Produktionsfirma nach einem Drehbuch realisierte, das er zusammen mit seiner langjährigen Mitarbeiterin Luise Heilborn-Körbitz verfasst hat. Im Untertitel hieß der Film auch noch „Trink, trink, Brüderlein trink“ nach dem Kehrreim des populären Liedes, das Wilhelm Lindemann komponiert und Harry Steier auf Platte gesungen hat.

## Handlung
„Unter der Laterne“ wird in 9 Akten erzählt:
1. Akt
Else ist die Tochter des verwitweten Kleinbürgers Riedel (Gerhard Dammann), der sie als Hausgehilfin ausnutzt. Sie ist befreundet mit dem jungen Hans, der gerade arbeitslos auf eine frei werdende Stelle bei Borsig wartet und sich mit einem fahrbaren Tabakstand über Wasser hält. Als sie sich mit ihm auf einen Lokalbesuch verabredet, verweigert ihr der Vater die Erlaubnis und sperrt sie zuhause ins Wohnzimmer ein. Else gelingt es, sich mit Hans’ Hilfe zu befreien, und sie zieht mit ihm los. In einem Lokal schunkeln sie zu der Weise „Trink, trink, Brüderlein trink“, die ein Stimmungssänger mit Laute vorträgt.
2. Akt
Bei ihrer Rückkehr legt der Vater die Kette vor und lässt sie nicht mehr in die Wohnung. Im Treppenhause wartend, wird sie von einem Betrunkenen belästigt. Sie flieht aus dem Haus und muss eine Nacht auf der Straße verbringen. Sie sucht Zuflucht bei Hans und seinem Zimmergenossen Max (Paul Heidemann).
Max verkauft Aufziehvögel, hat sich aber eine Artistennummer mit einem Pferdekostüm ausgedacht. Else findet Gefallen daran und überredet ihren Hans, der noch skeptisch ist, mitzumachen. So könne man doch schließlich Geld verdienen, mehr als mit den Zigaretten, die Hans verkauft.
3. Akt
Zu dritt stellen sie sich mit ihrer Pferdenummer bei dem zwielichtigen Varieté-Impresario Nevin vor, der sie, mit scheelem Blick auf Else, schließlich auch beschäftigt. Sie bekommen einen Auftritt im Spezialitätentheater „Elysium“. Aber nur, wenn Else sich als Stallmeisterin ausstaffieren lässt und Teil der Nummer wird. Es glückt ihnen, damit das Publikum im Varieté zu gewinnen.
Vater Riedel lässt die minderjährige Else auf den Rat eines zwickerbewehrten und mittelgescheitelten Stammtischbruders durch die Polizei suchen.
4. Akt
Else, Hans und Max feiern ihren Erfolg und stoßen „auf gute Kameradschaft“ an.
Hans hatte Else seinem Kameraden Max als seine Schwester vorgestellt. Doch als dieser sich in sie verliebt zeigt und ihr gar einen Heiratsantrag macht, muss Hans Farbe bekennen. Nun bittet er Else, seine Frau zu werden; gleich morgen wolle er die Papiere besorgen. Doch Else ist noch nicht mündig und ihr Vater würde nie seine Einwilligung geben.
Diese Nacht verbringen sie das erste Mal zusammen.
Am nächsten Morgen erscheint ein Kriminaler bei Hans und Max, der nach Else fahndet. Max kann sie noch im Treppenhaus warnen, als sie vom Einkaufen zurückkommt; sie flieht erneut auf die Straße, um der Festnahme zu entgehen. Sie wendet sich an Nevin, der ihr andient, sie mit in seine Wohnung zu nehmen: sie wolle doch nicht wieder auf die Straße?
Hans sucht das Gespräch mit Elses Vater. Er macht geltend, dass sie ja nirgends Arbeit bekommen könne, so lange sie polizeilich gesucht würde. Der alte Riedel aber will sie der Fürsorge übergeben, „da würde man ihr das Arbeiten schon beibringen“.
5. Akt
Hans und Max fragen sich, wo Else wohl geblieben sei und ob sie Geld habe. Sie ist in Nevins Wohnung, wo dieser die Unerfahrene mit Sekt und Luxus zu verführen sucht.
Ohne ihre Partnerin stehen die beiden auch mit ihrer Pferdenummer alleingelassen da. Der Varietédirektor droht ihnen: Wenn Else nicht wieder auftaucht, nimmt er die Nummer aus dem Programm.
Nevins frühere Gefährtin Zora ist eifersüchtig auf die neue Rivalin. Als Nevin ihr auf einem Zettel eine Verabredung absagt, verrät Nevins Bürovorsteher ihr, mit wem sein Chéf jetzt zusammen ist. Daraufhin „informiert“ Zora Hans und Max, die auf der Suche nach Else sind, höhnisch, dass die jetzt „ein beßres Engagement“ habe, und steckt Hans den Schlüssel zu Nevins Wohnung zu. Hans schleicht sich in die Wohnung und findet Else in Nevins Armen vor.
Er missversteht die Situation und glaubt, Else sei ihm untreu geworden und habe sich mit Nevin eingelassen. Als er – im Zorn (und im Zwischentitel) – sagt, er sei jetzt froh, dass sie nicht „seine Frau“ geworden ist, flieht sie verzweifelt wieder auf die Straße.
Else gerät vor eine Straßenbahn und wird überfahren. Straßenhuren, die sie für eine Kollegin halten, nehmen sie schwesterlich mit in ein Lokal vom Typ Verbrecherkeller, wo sich die Luden und Huren um sie kümmern; eine nimmt sie gar bei sich auf und lässt sie bei sich übernachten.
Hans und Max beraten sich. Ob Elses Vater nicht doch recht gehabt hatte? Max aber meint: „Du kannst das Mädel doch nicht im Stich lassen“. Hans entgegnet: „Im Stich lassen? Sie hat doch selbst gewählt!“ Ein Zwischentitel wiederholt bekräftigend diesen Satz.
Else wird in der Nacht von dem heimkehrenden Zuhälter der Hure belästigt, bei der sie untergekrochen ist. Die wacht von dem Lärm auf und missversteht die Situation; sie meint, dass Else sich an ihren „Bräutigam“ herangemacht habe, und wirft sie kurzerhand wieder hinaus.
Zum „Elysium“ zurückgekehrt, erfährt Else vom Portier, dass die Pferdenummer bereits abgesetzt ist.
Nevin, wütend darüber, dass Zora Hans den Schlüssel zu seiner Wohnung gegeben hat, bricht mit ihr. Statt ihrer nimmt er nun Else mit sich.
6. Akt
Else wird, ausstaffiert mit Nobelklamotten, Chauffeur, Zofe und Zierhund, eine Edelhure mit “Künstlernamen” Elena Rosetti, die zahlungskräftige Freier empfängt.
Als sie auf der Straße ihrem Vater begegnet, „schneidet“ sie ihn und geht grußlos und trotzig an ihm vorbei. Sie ist ja jetzt eine „große Dame“!
Zora sucht sie auf und setzt sie darüber in Kenntnis, dass Nevin unter Anklage des Betrugs steht.
„Jetzt sind Sie da, wo ich war, als Sie mich ausgestochen haben!“ klagt sie ihr und weist voll bittrem Hohn darauf hin, dass all die schönen Sachen, mit denen Nevin sie umgeben hat, „nur auf Pump“ seien.
Nevin erwirbt in einer Waffenhandlung eine Pistole. Elses Vater lässt auf der Polizei die Suche nach ihr einstellen und zerreißt resigniert das Fahndungsblatt. Der Wind weht ihm die Papierschnitzel hinterdrein.
Nevin gesteht Else bei einem Besuch, dass er in Schwierigkeiten sei, unter Anklage stehe, und erschießt sich, als sie kurz den Raum verlässt.
Hans bekommt nun endlich die erwartete Stelle bei den Borsig-Werken. Max zeigt ihm die Zeitung mit der Meldung von Nevins Ende. Beide denken an Else und fassen den Entschluss: „Nun müssen wir uns um sie kümmern, sonst geht sie noch ganz vor die Hunde!“
Sie suchen die Wohnung auf, in der Nevin sie untergebracht hatte. Die wird gerade aufgelöst, die Einrichtung abgefahren. Die Portiersfrau meint lakonisch: „Nu is die Herrlichkeit da oben zu Ende … nu isse jetürmt!“
Else sinkt von einer Stufe des sozialen Abstiegs zur nächsten, muss sich als Tanzmädchen in den “Apollo-Sälen” verdingen. Für „2 RM und Abendbrot“, wie ein Zwischentitel bekanntgibt, soll sie „nett“ zu den Gästen sein.
7. Akt
In den „Apollo-Sälen“ begegnen ihr zwei alte Bekannte wieder. Der eine ist der Zuhälter der Dirne, die sie damals bei sich aufnahm. Er tritt ihr als „feiner Kavalier“ entgegen, nötigt sie, mit ihm zu tanzen, und spendiert ihr ein Abendessen, was von den anderen Tanzmädchen argwöhnisch begutachtet wird: Die hat einen Kavalier, der „was ausgibt“. Die andere ist Zora aus dem „Elysium“, die hier als Tanzsoubrette das Lied „Trink, trink …“ vorträgt.
Als der Zuhälter zudringlich wird und Else sich wehrt, wirft der Wirt sie hinaus. Im Toilettenraum trifft sie auf Zora, an der sie aber ohne zu grüßen vorbeigeht. Zora klärt die Aufwartefrau (Alexandra Schmitt) über Else auf: „Die kenn ick … die is ihrem Bruder davongelaufen.“ Die Aufwartefrau empfindet Mitleid mit Else und findet, man sollte „ihren Bruder“ doch von ihrem derzeitigen Aufenthalt in Kenntnis setzen.
Else wird auf dem Heimweg von einem Passanten belästigt, doch der Zuhälter ist ihr gefolgt und vertreibt den Betrunkenen. Er nimmt Else mit sich und meint „Nu rennste mir nich wieder weg!“
Hans hat seine Stelle bei Borsig angetreten und trifft Max vor dem Fabriktor. Der hat von der Toilettenfrau einen Zettel geschrieben bekommen, auf dem sie ihnen den Aufenthalt von Else mitteilt. „Noch heute Abend“ wollen sie in das Lokal gehen. Sie tun es und erfahren von dem Rausschmiss Elses. Nach Wochen langen Suchens finden sie Else in einem anderen Lokal wieder. Dort ist sie mit dem Zuhälter zu Gast. Als der vom Tisch aufsteht, setzen sich Hans und Max zu ihr.
Sie treffen auf eine desillusionierte und verzweifelte Else, die offensichtlich mit ihrer bürgerlichen Existenz abgeschlossen hat. Hans’ Angebot, sie finanziell zu unterstützen, missversteht sie: ihr Geld geben, das wollen alle anderen hier auch. Sie klagt ihn an: „Wer hat mich denn zu dem gemacht, was ich jetzt bin? Du!“ Da kommt der Zuhälter zurück und sie legt ihren Arm um ihn. Hans wendet sich angewidert von ihr ab. Max sieht sich im Gehen noch einmal nach ihr um.
Als schon die nächste Tanznummer, die „Nacht auf dem Montmartre“ bei Laternenschein steigt, rafft Else sich in einer Aufwallung von Sehnsucht auf und will ihnen nach, doch der Zuhälter holt sie noch auf der Tanzfläche ein und schiebt mit ihr gewaltsam übers Parkett. „Hier jehörste her …“ meint er, „… unter die Laterne!“ Nun muss sie für ihn „unter der Laterne“ als Prostituierte arbeiten.
8. Akt
Hans hat mittlerweile eine blonde Frau und ein Kind und lebt „in Glück und Zufriedenheit“, Max verkauft Zauberartikel an einem Straßenstand. Unter den Zuschauern, die ihn umringen, erkennt er Else und läuft ihr nach bis in ihr Quartier. Als er ihr berichtet, dass Hans verheiratet sei, bricht sie in Tränen aus. Ihre Wirtin (Käthe Haack) verrät Max „Der jeht et nich jut … die führt ein Hundeleben!“
Zurück zu Hans beschließen beide, sie aufzusuchen. Sie treffen sie in der Dunkelheit an ihrem „Arbeitsplatz“ an.
Hans tritt ihr vermummt als vermeintlicher Kunde entgegen; als sie ihn erkennt, weint sie. Er rät ihr, aufs Land zu gehen, um gesund zu werden, und steckt ihr Geld zu, das sie zurückweist. Er lässt es in einem Umschlag auf dem Tisch liegen. Ein letztes Mal küssen sie sich. Dann geht Hans mit Max weg.
9. Akt
Else ist von dem Gedanken, aufs Land zu fahren, begeistert und erbittet dazu von ihrer Wirtin einen Koffer. Der Zuhälter findet auf dem Tisch den Umschlag mit dem Geld und nimmt es an sich. „Das war mal ‘n nobler Kunde!“ meint er zufrieden. Als Else das Geld zurückfordert, schlägt er sie brutal nieder und lässt sie liegen. Die Wirtin findet sie und bringt sie ins Bett. An ihren Verletzungen stirbt Else schließlich im Elend.
Im Verbrecherkeller klagt eine alte Hure den Zuhälter an: „Du hast se auf’n Gewissen!“
Als die Nachricht von Elses Tod dort eintrifft, sind die Huren und Luden gerade am Tanzen nach Grammophonmusik. Nun wird eine passendere, eine traurige Platte aufgelegt: das „Elterngrab“. Vor Hans’ Häuschen aber spielt der Drehorgelmann „Trink, trink …“.

## Rezeption
Der Film wurde besprochen von bzw. in:
- Katalog der 64. Internationale Filmfestspiele Berlin:

„Unter der Laterne“ schildert einen exemplarischen Weg in die Prostitution. Angesiedelt im Berlin der „kleinen Leute“, rückt der Film den „Kiez“ der schummrigen Bier- und Vergnügungslokale mit ihrem billigen Flitter und ihrer Leuchtreklame in ein durchaus attraktives Licht. Doch zugleich wirft er Schlaglichter auch auf die Schattenseiten – auf Hinterhöfe und den Straßenstrich, auf Zuhälter und Tanzmädchen, auf die graue Welt der möblierten Zimmer und Absteigen – und enthüllt damit das vordergründige Generationen- und Herzensdrama als ein im innersten Kern soziales."
- Michael Fox bei Silent Film Festival:

“Under the Lantern extended the writer-director’s fascination with Berlin’s powerless, preyed-upon, and feverishly scrambling citizens. Released in 1928, the film’s use of nonprofessional actors and commitment to shooting on location evoke a documentary-style immediacy that presages neorealism. Although remaining emotionally detached from the plight of his characters proves impossible, Lamprecht lays on the sentiment with a trowel just to be sure.”
- Marco Spiess bei molodezhnaja, 19. Oktober 2014:[4]

Was als ein exemplarisches Drama über das Abgleiten in die Prostitution sein soll, ähnelt aber eben doch eher einer Seifenoper. Zu viele Entwicklungen bedürften mehr Glaubwürdigkeit, zu viele Zufälle häufen sich, zu viel Sentimentalität wird eingestreut. Da der Film mit über zwei Stunden Laufzeit doch recht lang ist, fallen diese Mängel noch stärker ins Gewicht.
- Jörg Gerle in Film-Dienst 16/2014:

„Unter der Laterne“ ist also ein Sittenbild, aber auch ein handfestes Melodram. Und diesem Genre wird Lamprecht nicht nur durch die visuelle Umsetzung der Tragik der Geschehnisse gerecht, sondern auch über den subtilen Einsatz eines einzigen, unscheinbaren Liedes. Ungewöhnlich für einen Stummfilm von 1928, dessen musikalische Wirkung doch ganz in der Hand derer liegt, die am Klavier oder innerhalb eines Orchesters im jeweiligen Kinosaal den Ton angeben. […]  Der feucht-fröhliche Unterhaltungsschlager, der während des gesamten Films via Drehorgel, Tanzkapelle oder Grammophon in der Eckkneipe allgegenwärtig ist und von etlichen Protagonisten gesummt und gesungen wird – „… lass doch die Sorgen zuhaus’ …“ – konterkariert das Geschehen: Was zunächst als amüsante Beiläufigkeit anklingt, gerät zunehmend zu bellendem Hohn in diesem Porträt einer Alleingelassenen, die zwischen Suff und Verdrängung dahinvegetiert.

## Wiederaufführung
Anlässlich des 50-jährigen Jubiläums der Deutschen Kinemathek wurden Filme des Kinematheksgründers Gerhard Lamprecht digital restauriert. In Kooperation mit ZDF/arte wurden zwei dieser Filme am 30. Juni 2013 im Großen Saal der Volksbühne Berlin mit Live-Musik präsentiert: Menschen untereinander und Unter der Laterne. Der Komponist Bernd Schultheis  produzierte zu beiden Filmen die Musik.
Der Kulturkanal Arte strahlte die restaurierte Fassung von „Unter der Laterne“ mit dem neuen Soundtrack des jungen Komponisten am Montag, den 3. November 2014, fünf Minuten vor Mitternacht im Deutschen Fernsehen aus. Seine Komposition für neun Instrumente zitiert die Schallplatte mit dem Sänger Harry Steier und kombiniert kammermusikalisches Grundmaterial mit Elementen aus Rock- und Popmusik.
„Die sensible technische Restauration und die musikalische Neuinterpretation durch den Komponisten Bernd Schultheis und das Ensemble Mosaik vollziehen einen anregenden, weil in keiner Weise historisierenden Brückenschlag von der Geschichte zur Gegenwart.“ (Claus Löser in der BZ vom 26. Juni 2013)

## Tondokument
- Trink, trink, Brüderlein trink (Wilh. Lindemann): Harry Steier, mit Orchester [Otto Dobrindt] und Steier-Quartett, auf Beka  B. 6306 (Matr. 34 529) – aufgen. am 6. Januar 1928 im Lindström-Studio, Schlesische Straße 26/27, Berlin[8]

## Abbildungen
- Filmplakat von Slama (1890–1973) pixhst.com, größer pixhst.com
- Standphoto aus “Unter der Laterne” bei critic.de
- Standphoto aus “Unter der Laterne” bei 4.bp.blogspot.com
- Regisseur Gerhard Lamprecht filmportal.de

## Artikel
- Luise Heilborn-Körbitz bei The German Early Cinema Database, DCH Cologne
- Bernd Schultheis bei stummfilmmusiktage.de
- Michael Fox: Under The Lantern. Essay. (1928)  (online auf: silentfilm.org)
- Claus Löser: Von den Höhen und Tiefen des „Milljöhs“. In: Berliner Zeitung. 26. Juni 2013, (online auf: berliner-zeitung.de)
- Unter der Laterne im Lexikon des internationalen Films